# Aethiomerus stenorhinus
Aethiomerus stenorhinus är en insektsart som beskrevs av Henri Saussure 1899. Aethiomerus stenorhinus ingår i släktet Aethiomerus och familjen vårtbitare. Inga underarter finns listade i Catalogue of Life.